# Guerra d'indipendenza dell'Ecuador

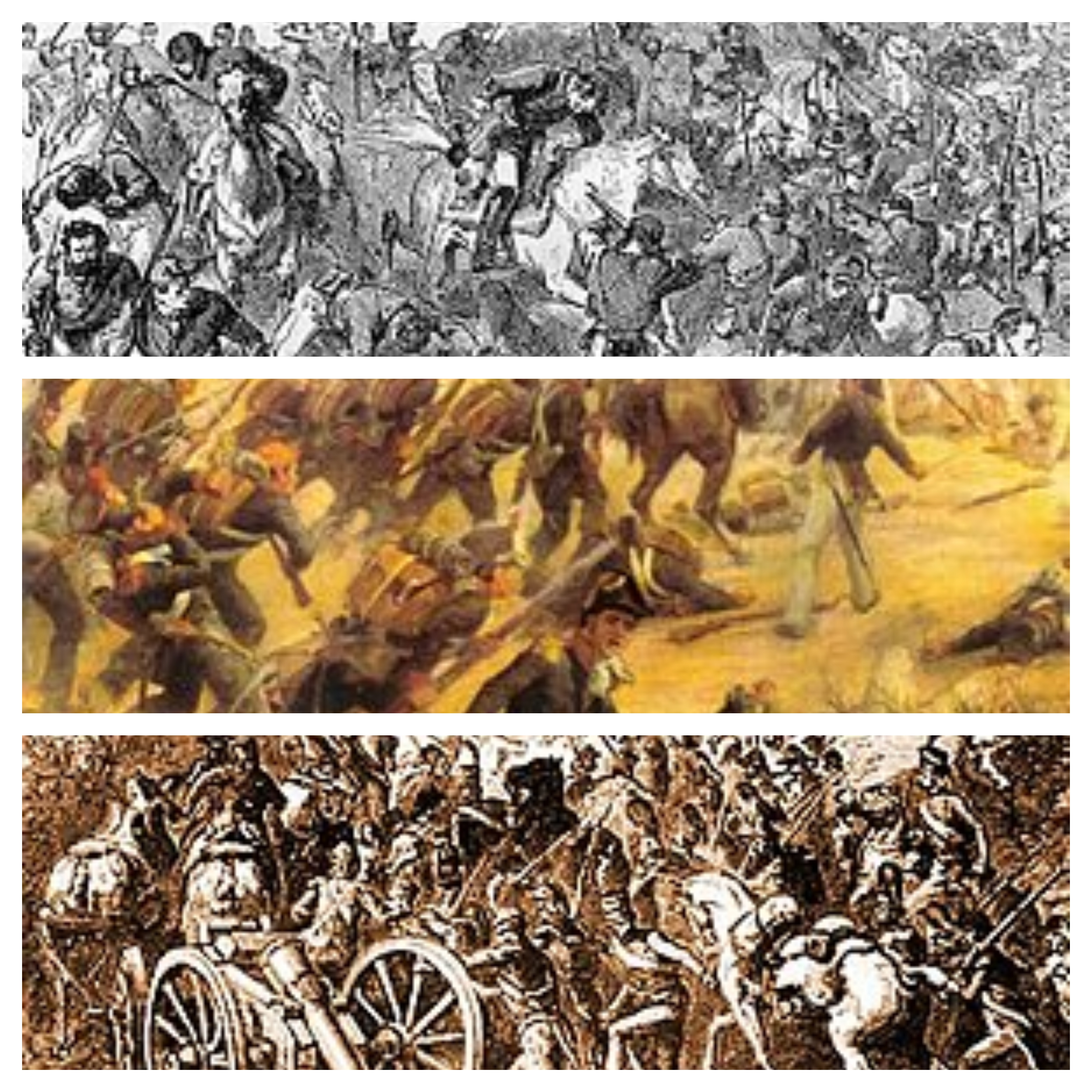
Divisione protettiva di Quito, uno degli eserciti intervenuti nell'indipendenza dell'Ecuador.

La guerra d'indipendenza dell'Ecuador iniziò a Guayaquil il 9 ottobre del 1820 e finì con la battaglia di Pichincha nel 1822, con la liberazione dell'Ecuador dalle truppe spagnole.
Si tratta di una delle varie guerre e campagne che, all'inizio del XIX secolo, si svolsero nel Centro e Sudamerica per l'indipendenza dall'Impero spagnolo.

## Storia

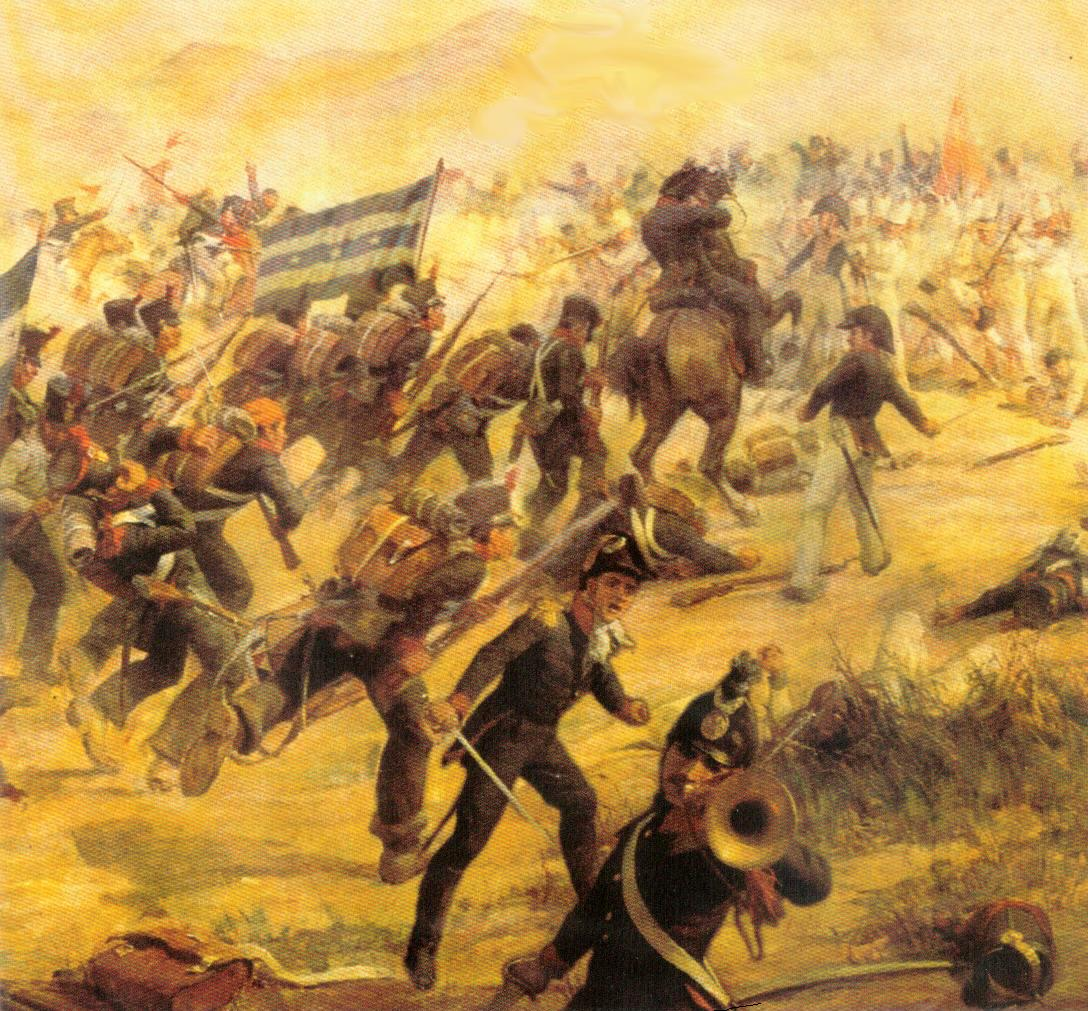
Quadro ritraente una scena della battaglia di Camino Real de 9 novembre 1820

La prima tappa per l'indipendenza ecuadoriana fu Guayaquil, dove un gruppo di patrioti guayaquilegni scacciò le autorità, istituendo la Provincia Libera di Guayaquil.
Le prime idee di indipendenza si instaurarono a Guayaquil nel 1809, dove alcuni borghesi iniziarono a pensare di instaurare una monarchia costituzionale.
Subito le idee di indipendenza si sparsero in tutta l'America Latina.
Il 3 novembre Cuenca si ribellò ma nel 1821 subì una dura repressione.
Nel 1821 Quito chiese aiuto alla Grande Colombia, chiedendo di essere annessa, e agli inizi del 1822 l'esercito liberale di Antonio José de Sucre liberò Cuenca che, una volta liberata, si dichiarò colombiana, e il 24 maggio del 1822 si svolse la battaglia decisiva per liberare Quito, cioè la battaglia di Pichincha dove 600 uomini morirono e 300 rimasero feriti.
Nella guerra d'indipendenza dell'Ecuador parteciparono volontari britannici, tedeschi e irlandesi.
Bibliografia
Dizionario Zanichelli Archiviato il 1º aprile 2023 in Internet Archive.
Biblioteca del Congresso USA
| Controllo di autorità | LCCN (EN) sh85040906 · J9U (EN, HE) 987007531350805171 |